# 斎藤直橘

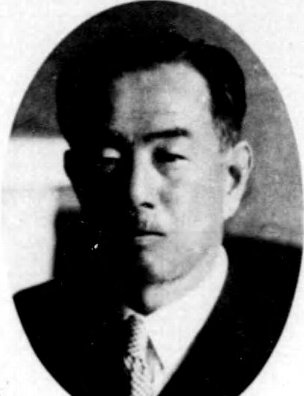
斎藤直橘

斎藤 直橘（さいとう なおきつ / なおき、1883年（明治16年）5月18日 - 1953年（昭和28年）10月20日）は、日本の政治家、内務官僚。衆議院議員、福井県知事、福井市長。

## 経歴
宮城県出身。斎藤忠治郎の三男として生まれる。山口高等学校を経て、1909年、東京帝国大学法科大学を卒業。1911年11月、文官高等試験行政科試験に合格。1912年、内務省に入り警視庁見習となる。以後、徳島県理事官、福井県理事官、大阪府理事官、茨城県警察部長、奈良県書記官・内務部長、富山県書記官・内務部長などを歴任。
1930年8月、福井県知事に就任。1931年12月18日まで在任して休職し、同月24日に依願免本官となり退官した。
1932年2月、第18回衆議院議員総選挙に福井県選挙区から立憲民政党の所属で出馬して当選。その後、第20回総選挙まで連続3回の当選を果たした。
1935年7月、福井市長に就任し、1941年8月に退任した。
1942年（昭和17年）の第21回衆議院議員総選挙では大政翼賛会の推薦を受けたが落選した。
戦後、公職追放となった。